# Torneio Lendas do Futebol de 2018
O Torneio Lendas do Futebol de 2018, ou simplesmente Lendas do Futebol, foi um torneio de futebol master disputado pelos 4 grandes clubes do Rio de Janeiro (Botafogo, Flamengo, Fluminense, Vasco da Gama).
A competição foi disputada no Parque Olímpico da Barra da Tijuca nos dias 22 e 23 de Dezembro de 2018, e foi transmitido pelo Sportv.
O Flamengo foi campeão, ao vencer o Fluminense por 1 x 0 na final.

## Fórmula de Disputa
- Dois tempos de 25 minutos, com exceção da final que teve dois tempos de 20 minutos
- Equipes formadas por seis jogadores.

## Cruzamento
|  | Semifinais | Semifinais              | Semifinais |                      |   | Final              | Final | Final |  |
|  |            |                         |            |                      |   |                    |       |       |  |
|  | 1          | Lendas do Flamengo      | 3          |                      |   |                    |       |       |  |
|  | 1          | Lendas do Flamengo      | 3          |                      |   |                    |       |       |  |
|  | 2          | Lendas do Vasco da Gama | 1          |                      |   |                    |       |       |  |
|  | 2          | Lendas do Vasco da Gama | 1          |                      | 1 | Lendas do Flamengo | 1     |       |  |
|  |            |                         |            |                      | 1 | Lendas do Flamengo | 1     |       |  |
|  |            |                         | 4          | Lendas do Fluminense | 0 |                    |       |       |  |
|  | 3          | Lendas do Botafogo      | 4          | Lendas do Fluminense | 0 | 4                  |       |       |  |
|  | 3          | Lendas do Botafogo      |            |                      |   |                    |       |       |  |
|  | 4          | Lendas do Fluminense    | 6          |                      |   |                    |       |       |  |

## Partidas
Semifinais
| 22 de dezembro | Lendas do Flamengo             | 3 – 1      | Lendas do Vasco da Gama | Mini arena montada no Parque Olímpico da Barra da Tijuca, Rio de Janeiro |
|                | Fernando · Gilberto · Petkovic | Reportagem | ?                       |                                                                          |

| 22 de dezembro | Lendas do Botafogo | 4 – 6  | Lendas do Fluminense | Mini arena montada no Parque Olímpico da Barra da Tijuca, Rio de Janeiro |
|                |                    | Placar |                      |                                                                          |

#### Final
| 22 de dezembro | Lendas do Flamengo | 1 – 0      | Lendas do Fluminense | Mini arena montada no Parque Olímpico da Barra da Tijuca, Rio de Janeiro |
|                | Petkovic 5'        | Reportagem |                      |                                                                          |

## Premiação
| Torneio Lendas do Futebol de 2018       |
| Brasil                                  |
| --------------------------------------- |
| LENDAS DO FLAMENGO Campeão (1.º título) |